# 趙国珍
趙 国珍（ちょう こくちん、生年不詳 - 768年）は、唐代の牂州の西趙蛮の首長の趙磨の末裔。

## 経歴
天宝年間、南詔の閣羅鳳が叛き、唐の宰相の楊国忠が剣南節度使を兼ねると、唐軍はたびたび敗戦した。国珍には武略があり、南方の地形を熟知しているとして、中書舎人の張漸に推薦され、楊国忠の上奏により黔中都督となり、五渓経略使を兼ねた。国珍が五渓にあること十数年、中原は安史の乱で混乱していたが、黔中は国境を封鎖して安全であった。宝応元年（762年）、代宗が即位すると、国珍は長安に召し出され、工部尚書に任じられた。大暦3年（768年）9月、病没した。太子太傅の位を追贈された。

## 伝記資料
- 『旧唐書』巻115 列伝第65